# Cabana Omu
Die Cabana Omu ist eine Schutzhütte direkt unter dem Gipfel des Berges Vârful Omu des Bucegi-Gebirges südlich der rumänischen Stadt Brașov. Die Hütte ist das höchstgelegene permanent genutzte Gebäude des Landes. Als Höhe wird meist 2505 m genannt, allerdings bezeichnen viele Quellen neben der Hütte auch den einige Meter höheren Gipfel mit dieser Höhenangabe.
Das erste Gebäude wurde am 2./3. September 1888 vom Siebenbürgischen Karpaten Verein (SKV) eingeweiht. Im Jahr 1900 wurde eine zweite Hütte aus Holz von der Societatea Carpatină Sinaia gebaut. Beide Bauten dienten demselben Zweck. Bis 1918 bildete der Vârful Omu die Grenze zwischen Österreich-Ungarn und Rumänien.
Im Oktober 1911 wurde die Holzhütte durch Feuer zerstört. Pläne zur Restaurierung wurden von der Rumänischen Tourismus-Gesellschaft (STR) übernommen, jedoch dauerte es bis 1924, dass mit der Realisierung begonnen wurde. Ehemalige Mitglieder der STR setzten das Projekt um und nannten es Casa Zorilor. Die offizielle Einweihung fand am 7. August 1926 statt. Zwischen 1936 und 1937 wurden Erweiterungsarbeiten durchgeführt, seitdem hat das Gebäude bis heute in etwa die gleiche Gestalt.
Die Hütte bietet in einem Gemeinschaftsraum 32 einfache Schlafplätze. Diese sind verteilt auf 2 Etagenbetten und wenige Doppelzimmer. Im Gastraum kann man einfache, rumänische Speisen sowie Getränke ordern. Es gibt keinen elektrischen Strom für Besucher der Hütte.
Der Vârful Omu ist auf verschiedenen markierten Wegen zu erreichen. Ausgangspunkte können neben anderen die Orte Azuga und Bușteni sein. Ein beliebtes Wanderziel von der Hütte aus ist die markante Felsformation Babele.